# 第37回スーパーボウル
第37回スーパーボウル（だい37かいスーパーボウル、Super Bowl XXXVII）は2003年1月26日にカリフォルニア州サンディエゴのクアルコム・スタジアムで行われた37回目のスーパーボウル。NFCチャンピオンであるタンパベイ・バッカニアーズとAFCチャンピオンであるオークランド・レイダースの対戦。バッカニアーズがレイダースを48-21で破って、チーム創設以来初めてのスーパーボウル制覇を果たした。MVPはバッカニアーズのセイフティであるデクスター・ジャクソンが受賞した。
バッカニアーズのジョン・グルーデンヘッドコーチは39歳であり、スーパーボウル史上最年少での優勝コーチとなった。

## 背景
第37回スーパーボウルは、1997年10月15日にワシントンD.C.で行われたNFLオーナー会議でサンフランシスコで開催することが決定したが、スーパーボウル開催に必要とされた新スタジアムの建設計画が頓挫し、1999年5月26日にアトランタで開催されたオーナー会議でサンディエゴが開催地に決まった。カリフォルニア州ではその後、リーバイス・スタジアムで行われる予定の第50回スーパーボウルまでスーパーボウルが開催されていない。この大会は日中に開催された最後のスーパーボウルとなった。このシーズン、マイティダックス・オブ・アナハイムがスタンレー・カップに進出した。スーパーボウルとスタンレー・カップファイナルが同じ州で開催されるのは、10年前の1993年、パサデナのローズボウルで第27回スーパーボウルが開催され、ロサンゼルス・キングスがスタンレー・カップファイナルに進出して以来史上2度目のことであった。

### ジョン・グルーデンによるレイダースの再建
1995年にオークランドに戻った後、1997年には4勝12敗に終わるなど、レイダースは低迷していた。ジョン・グルーデンヘッドコーチが就任し、1998年、1999年は8勝8敗でシーズンを終えた。1999年に獲得したベテランQBリッチ・ギャノンは、チームオフェンスをNFL5位に押し上げた。2000年、12勝4敗でAFC西地区優勝を果たしたが、AFCチャンピオンシップゲームでボルチモア・レイブンズに3-16で敗れた。その後、プロボウルWRジェリー・ライス、DTトレース・アームストロングを獲得、2001年もAFC西地区優勝を果たしたが、タック・ルール・ゲームと呼ばれるようになるニューイングランド・ペイトリオッツとのディビジョナルプレーオフで敗れた。

### グルーデンを獲得したバッカニアーズ
アル・デービスは、NFLのヘッドコーチに最も給料を出し渋るオーナーとして知られていた。グルーデンもその例外ではなく、デービスは2000年にニューイングランド・ペイトリオッツのロバート・クラフトオーナーがドラフト指名権と引き替えにニューヨーク・ジェッツからビル・ベリチックを獲得したように、ドラフト指名権4つと引き替えにグルーデンをバッカニアーズにトレードした。バッカニアーズはドラフト1巡指名権2つ、2巡指名権2つ、800万ドルをグルーデン獲得のためにレイダースに渡した。バッカニアーズは当時強力なディフェンスを持っていたが、スーパーボウル優勝には、オフェンスの再建が必要と見られていた。
バッカニアーズは長年弱小チームであり、チーム創設から最初の20年間でプレーオフ出場はわずか3回であった。1996年にトニー・ダンジーヘッドコーチ、モンテ・キフィンディフェンスコーディネーターが就任すると、ディフェンスラインマンのウォーレン・サップ、ラインバッカーのデリック・ブルックス、ディフェンシブバックのロンデ・バーバー、ジョン・リンチを中心にディフェンスは改善され、1997年にはNFL3位、1998年にはNFL2位、2000年にはNFL3位のディフェンスとなった。
ダンジーヘッドコーチが指揮した6年間のうち、チームは4回プレーオフに出場したが、強力なディフェンスに反してオフェンスはリーグ最低レベルであり、プレーオフでは負け続けた。
グルーデンが就任したもののバッカニアーズの攻撃はこの年NFL25位のトータル5222ヤード獲得にとどまった。QBブラッド・ジョンソンは、パス451回中281回成功、3049ヤード、22TD、6INTでプロボウルに選ばれた。RBマイケル・ピットマンがチームトップの718ヤードを走り1TD、59回のレシーブで477ヤードを獲得した。プロボウルに選ばれたFBマイク・オルストットが548ヤードを走り5TD、35回のレシーブで242ヤード、2TDをあげた。WRキーショーン・ジョンソンはチームトップの76回のレシーブで1088ヤード、5TD、キーナン・マカーデルは61回のレシーブで670ヤード、6TDをあげた。
ディフェンスはNFLトップで、トータルディフェンスで1試合あたり252.8ヤード、パスディフェンスで1試合あたり155.6ヤード、平均12.3失点、許したTDパス10回、31インターセプト、相手QBのQBレイティングはわずか48.4であった。
ブルックス、リンチ、サップ、シミオン・ライスがプロボウルに選ばれた。ブルックスはチームトップの87タックルをあげるとともに、5インターセプト、2インターセプトリターンTD、1ファンブルリカバーTD、サップからのラテラルパスを受けたTDと4TDをあげた。ラインバッカーが1シーズンに4TDをあげたのはNFL史上初めてであった。ディフェンスはレギュラーシーズンとプレーオフで合計9TDをあげた。ライスはチームトップの15.5サック、サップは7.5サック、2インターセプト、CBブライアン・ケリーはチームトップの8インターセプトをあげた。

### グルーデンが退団したレイダース
グルーデンを失い、1998年からオフェンスコーディネーターを務めていたビル・キャラハンがヘッドコーチとなったレイダースは、AFCトップの11勝5敗でシーズンを終えた。パスオフェンスはNFLトップの4689ヤード、トータルオフェンスはNFL2位の6451ヤードを獲得した。
ギャノンは、パス618回中418回成功、4689ヤード、26TD、10INTの成績でシーズンMVP、プロボウルに選ばれた。418回のパス成功、パス獲得300ヤード以上の試合が10試合は、NFL記録であった。ギャノンはランでも50回走って156ヤード、3TDをあげた。18年目のベテランジェリー・ライスは92回のレシーブで1211ヤード、7TDをあげて13回目のプロボウルに選ばれた。また15年目のベテランWRティム・ブラウンは81回のレシーブで930ヤード、2TDをあげた。若手WRジェリー・ポーターは51回のレシーブで688ヤード、9TD、RBチャーリー・ガーナーはチームトップの962ヤード、7TDをあげるとともにNFLのランニングバックトップの91回のレシーブで941ヤードを獲得、4TDをあげた。RBタイロン・ウィートリーは419ヤードを走った。ザック・クロケットはブロッカーとして活躍するとともに、8TDをあげた。オフェンスラインからは、リンカーン・ケネディ、バレット・ロビンズの2人がプロボウルに選ばれた。
レイダースのディフェンスは弱点であり、パスディフェンスはNFL25位、トータルディフェンスは12位であった。その中、ベテランSロッド・ウッドソンがNFLトップの8インターセプト、2TD、ロッド・コールマンがチームトップの11サックをあげた。LBビル・ロマノウスキーは、サンフランシスコ・フォーティナイナーズで2回、デンバー・ブロンコスで2回スーパーボウル優勝を果たしており、5度目のスーパーボウル出場となった。ディフェンシブバックのトリー・ジェームズは、4インターセプトをあげた。

### プレーオフ
バッカニアーズは、サンフランシスコ・フォーティナイナーズを31-6、は極寒のフィラデルフィア・ベテランズ・スタジアムで行われたNFCチャンピオンシップゲームでは、フィラデルフィア・イーグルスを27-10で破り、チーム初のカンファレンス優勝とスーパーボウル進出を決めた。レイダースは、ニューヨーク・ジェッツを30-10、テネシー・タイタンズを41-24で破りスーパーボウルに進出した。

### 試合開始前の話題
レイダースが19年ぶりに優勝するかどうか注目が集まった。メディアの多くが注目したのは、グルーデンについてであった。NFLコミッショナーのポール・タグリアブはヘッドコーチをトレードすることを今後禁じる声明を発表した。
レイダースの先発Cバレット・ロビンズはうつ病となり、チームを離脱、かつてプロボウルに選ばれたこともあるアダム・トリューが代役を務めた。

## テレビ放映とエンターテインメント
ABCが全米中継を行った。30秒間のCM枠は200万ドルで販売された。
試合開始前、"Santana and Friends"と呼ばれたイベントが行われ、カルロス・サンタナの演奏でビヨンセ、ミシェル・ブランチがフィールドで歌った。ABCは、そのイベントに先立って駐車場で行われたテールゲートパーティでのボニー・レイット、グー・グー・ドールズ、マイケル・ブーブレによるイベントを放送した。前年の第36回スーパーボウルでニューイングランド・ペイトリオッツが見せたように、その年のシーズンのハイライトが放送される中、両チームの選手は入場した。この年以降のスーパーボウルはこの慣習で行われている。
セリーヌ・ディオンがゴッド・ブレス・アメリカを歌い、ディクシー・チックスがアメリカ国歌斉唱を行った。アメリカ海軍のF/A-18E/F スーパーホーネットが会場上空を飛ぶパフォーマンスを見せた。
第7回スーパーボウルから30年となったこの大会では、シーズン無敗でスーパーボウルを制した1972年のマイアミ・ドルフィンズのメンバー、ドン・シュラ、ボブ・グリーシー、ラリー・ゾンカ、ラリー・リトル、ジム・ランガー、ニック・ブオニコンティ、ポール・ウォーフィールドがコイントスに参加した。
ゲーム中、「Terry Tate: Office Linebacker」、リーボック、バドワイザーなどのCMが放送された。
AT&Tモビリティのスポンサーで行われたハーフタイムショーでは、シャナイア・トゥエイン、ノー・ダウト、スティングが登場した。
トゥウェインは、Man! I Feel Like a Woman!、アップを歌った。ノー・ダウトは、ジャスト・ア・ガールを歌った。
スティングは、孤独のメッセージを歌ったが、途中からグウェン・ステファニーが加わった。
NBCは、ハーフタイムショーに合わせて、ジミー・ファロン、ティナ・フェイ出演のサタデー・ナイト・ライブからWeekend Updateのコーナーをぶつけた。

## 試合経過
| \| 開始 \| 開始 \| 開始 \| ボール保持 \| ドライブ \| ドライブ \| TOP \| 結果 \| 得点内容 \| 得点内容 \| 得点内容 \| 得点 \| 得点 \| \| Q \| 時間 \| 地点 \| ボール保持 \| P \| yd \| TOP \| 結果 \| yd \| 得点者 \| PAT \| レイダース \| バッカニアーズ \| \| ------------------------------------------------------------------------------------------------------------------------------- \| ------------------------------------------------------------------------------------------------------------------------------- \| ------------------------------------------------------------------------------------------------------------------------------- \| ------------------------------------------------------------------------------------------------------------------------------- \| ------------------------------------------------------------------------------------------------------------------------------- \| ------------------------------------------------------------------------------------------------------------------------------- \| ------------------------------------------------------------------------------------------------------------------------------- \| ------------------------------------------------------------------------------------------------------------------------------- \| ------------------------------------------------------------------------------------------------------------------------------- \| ------------------------------------------------------------------------------------------------------------------------------- \| ------------------------------------------------------------------------------------------------------------------------------- \| ---------- \| -------------- \| \| 1 \| 15:00 \| 自陣26 \| バッカニアーズ \| 3 \| 1:25 \| 5 \| インターセプト \| — \| — \| — \| — \| — \| \| 1 \| 13:35 \| 敵陣36 \| レイダース \| 7 \| 2:55 \| 14 \| フィールドゴール成功 \| 40 \| Janikowski \| — \| 3 \| 0 \| \| 1 \| 10:40 \| 自陣29 \| バッカニアーズ \| 9 \| 2:49 \| 58 \| フィールドゴール成功 \| 31 \| Gramatica \| — \| 3 \| 3 \| \| 1 \| 7:51 \| 自陣30 \| レイダース \| 3 \| 1:15 \| 1 \| パント \| — \| — \| — \| — \| — \| \| 1 \| 6:36 \| 自陣16 \| バッカニアーズ \| 3 \| 0:50 \| 1 \| パント \| — \| — \| — \| — \| — \| \| 1 \| 5:46 \| 敵陣49 \| レイダース \| 3 \| 1:33 \| 6 \| パント \| — \| — \| — \| — \| — \| \| 1 \| 4:13 \| 自陣16 \| バッカニアーズ \| 5 \| 2:38 \| 9 \| パント \| — \| — \| — \| — \| — \| \| 1 \| 1:35 \| 自陣49 \| レイダース \| 3 \| 1:26 \| 8 \| インターセプト \| — \| — \| — \| — \| — \| \| 1-2 \| 0:09 \| 自陣49 \| バッカニアーズ \| 9 \| 3:53 \| 26 \| フィールドゴール成功 \| 43 \| Gramatica \| — \| 3 \| 6 \| \| 2 \| 11:16 \| 自陣34 \| レイダース \| 3 \| 1:10 \| 11 \| インターセプト \| — \| — \| — \| — \| — \| \| 2 \| 10:06 \| 敵陣45 \| バッカニアーズ \| 3 \| 0:56 \| 5 \| パント \| — \| — \| — \| — \| — \| \| 2 \| 9:10 \| 自陣11 \| レイダース \| 3 \| 0:44 \| -1 \| パント \| — \| — \| — \| — \| — \| \| 2 \| 8:26 \| 敵陣27 \| バッカニアーズ \| 4 \| 2:02 \| 27 \| タッチダウン（ラン） \| 2 \| Alstott \| キック成功 \| 3 \| 13 \| \| 2 \| 6:24 \| 自陣29 \| レイダース \| 6 \| 2:39 \| 19 \| パント \| — \| — \| — \| — \| — \| \| 2 \| 3:45 \| 自陣23 \| バッカニアーズ \| 10 \| 3:15 \| 77 \| タッチダウン（パス） \| 5 \| Johnson→McCardell \| キック成功 \| 3 \| 20 \| \| 2 \| 0:30 \| 自陣13 \| レイダース \| 3 \| 0:30 \| 4 \| 前半終了 \| — \| — \| — \| — \| — \| \| 前半終了 \| \| \| \| \| \| \| \| \| \| \| \| \| \| 3 \| 15:00 \| 自陣27 \| レイダース \| 3 \| 1:38 \| 8 \| パント \| — \| — \| — \| — \| — \| \| 3 \| 13:22 \| 自陣11 \| バッカニアーズ \| 14 \| 7:52 \| 89 \| タッチダウン（パス） \| 8 \| Johnson→McCardell \| キック成功 \| 3 \| 27 \| \| 3 \| 5:30 \| 自陣32 \| レイダース \| 2 \| 0:43 \| 8 \| インターセプトリターンTD \| 44 \| Smith \| キック成功 \| 3 \| 34 \| \| 3 \| 4:47 \| 自陣18 \| レイダース \| 8 \| 2:33 \| 82 \| タッチダウン（パス） \| 39 \| ギャノン→Porter \| パス失敗 \| 9 \| 34 \| \| 3-4 \| 2:14 \| 自陣31 \| バッカニアーズ \| 3 \| 2:58 \| 2 \| パントブロックリターンTD \| 13 \| Johnson \| パス失敗 \| 15 \| 34 \| \| 4 \| 14:16 \| 自陣24 \| バッカニアーズ \| 9 \| 5:14 \| 54 \| 第4ダウン失敗 \| — \| — \| — \| — \| — \| \| 4 \| 9:02 \| 自陣22 \| レイダース \| 8 \| 2:56 \| 78 \| タッチダウン（パス） \| 48 \| ギャノン→ライス \| パス失敗 \| 21 \| 34 \| \| 4 \| 6:06 \| 自陣20 \| バッカニアーズ \| 6 \| 3:22 \| 15 \| パント \| — \| — \| — \| — \| — \| \| 4 \| 2:44 \| 自陣26 \| レイダース \| 4 \| 1:26 \| 3 \| インターセプトリターンTD \| 44 \| ブルックス \| キック成功 \| 21 \| 41 \| \| 4 \| 1:18 \| 自陣27 \| レイダース \| 5 \| 1:16 \| 24 \| インターセプトリターンTD \| 50 \| Smith \| キック成功 \| 21 \| 48 \| \| 4 \| 0:02 \| \| レイダース \| 0 \| 0:02 \| 0 \| 試合終了 \| — \| — \| — \| — \| — \| \| P=プレー数、TOP=タイム・オブ・ポゼッション、PAT=ポイント・アフター・タッチダウン。 アメリカンフットボールの用語集 (en) も参照。 \| P=プレー数、TOP=タイム・オブ・ポゼッション、PAT=ポイント・アフター・タッチダウン。 アメリカンフットボールの用語集 (en) も参照。 \| P=プレー数、TOP=タイム・オブ・ポゼッション、PAT=ポイント・アフター・タッチダウン。 アメリカンフットボールの用語集 (en) も参照。 \| P=プレー数、TOP=タイム・オブ・ポゼッション、PAT=ポイント・アフター・タッチダウン。 アメリカンフットボールの用語集 (en) も参照。 \| P=プレー数、TOP=タイム・オブ・ポゼッション、PAT=ポイント・アフター・タッチダウン。 アメリカンフットボールの用語集 (en) も参照。 \| P=プレー数、TOP=タイム・オブ・ポゼッション、PAT=ポイント・アフター・タッチダウン。 アメリカンフットボールの用語集 (en) も参照。 \| P=プレー数、TOP=タイム・オブ・ポゼッション、PAT=ポイント・アフター・タッチダウン。 アメリカンフットボールの用語集 (en) も参照。 \| P=プレー数、TOP=タイム・オブ・ポゼッション、PAT=ポイント・アフター・タッチダウン。 アメリカンフットボールの用語集 (en) も参照。 \| P=プレー数、TOP=タイム・オブ・ポゼッション、PAT=ポイント・アフター・タッチダウン。 アメリカンフットボールの用語集 (en) も参照。 \| P=プレー数、TOP=タイム・オブ・ポゼッション、PAT=ポイント・アフター・タッチダウン。 アメリカンフットボールの用語集 (en) も参照。 \| P=プレー数、TOP=タイム・オブ・ポゼッション、PAT=ポイント・アフター・タッチダウン。 アメリカンフットボールの用語集 (en) も参照。 \| 21 \| 48 \| | | | | | | | | | | |            |                |
| 開始 | 開始 | 開始 | ボール保持 | ドライブ | ドライブ | TOP | 結果 | 得点内容 | 得点内容 | 得点内容 | 得点       | 得点           |
| Q | 時間 | 地点 | ボール保持 | P | yd | TOP | 結果 | yd | 得点者 | PAT | レイダース | バッカニアーズ |
| 1 | 15:00 | 自陣26 | バッカニアーズ | 3 | 1:25 | 5 | インターセプト | — | — | — | —          | —              |
| 1 | 13:35 | 敵陣36 | レイダース | 7 | 2:55 | 14 | フィールドゴール成功 | 40 | Janikowski | — | 3          | 0              |
| 1 | 10:40 | 自陣29 | バッカニアーズ | 9 | 2:49 | 58 | フィールドゴール成功 | 31 | Gramatica | — | 3          | 3              |
| 1 | 7:51 | 自陣30 | レイダース | 3 | 1:15 | 1 | パント | — | — | — | —          | —              |
| 1 | 6:36 | 自陣16 | バッカニアーズ | 3 | 0:50 | 1 | パント | — | — | — | —          | —              |
| 1 | 5:46 | 敵陣49 | レイダース | 3 | 1:33 | 6 | パント | — | — | — | —          | —              |
| 1 | 4:13 | 自陣16 | バッカニアーズ | 5 | 2:38 | 9 | パント | — | — | — | —          | —              |
| 1 | 1:35 | 自陣49 | レイダース | 3 | 1:26 | 8 | インターセプト | — | — | — | —          | —              |
| 1-2 | 0:09 | 自陣49 | バッカニアーズ | 9 | 3:53 | 26 | フィールドゴール成功 | 43 | Gramatica | — | 3          | 6              |
| 2 | 11:16 | 自陣34 | レイダース | 3 | 1:10 | 11 | インターセプト | — | — | — | —          | —              |
| 2 | 10:06 | 敵陣45 | バッカニアーズ | 3 | 0:56 | 5 | パント | — | — | — | —          | —              |
| 2 | 9:10 | 自陣11 | レイダース | 3 | 0:44 | -1 | パント | — | — | — | —          | —              |
| 2 | 8:26 | 敵陣27 | バッカニアーズ | 4 | 2:02 | 27 | タッチダウン（ラン） | 2 | Alstott | キック成功 | 3          | 13             |
| 2 | 6:24 | 自陣29 | レイダース | 6 | 2:39 | 19 | パント | — | — | — | —          | —              |
| 2 | 3:45 | 自陣23 | バッカニアーズ | 10 | 3:15 | 77 | タッチダウン（パス） | 5 | Johnson→McCardell | キック成功 | 3          | 20             |
| 2 | 0:30 | 自陣13 | レイダース | 3 | 0:30 | 4 | 前半終了 | — | — | — | —          | —              |
| 前半終了 | | | | | | | | | | |            |                |
| 3 | 15:00 | 自陣27 | レイダース | 3 | 1:38 | 8 | パント | — | — | — | —          | —              |
| 3 | 13:22 | 自陣11 | バッカニアーズ | 14 | 7:52 | 89 | タッチダウン（パス） | 8 | Johnson→McCardell | キック成功 | 3          | 27             |
| 3 | 5:30 | 自陣32 | レイダース | 2 | 0:43 | 8 | インターセプトリターンTD | 44 | Smith | キック成功 | 3          | 34             |
| 3 | 4:47 | 自陣18 | レイダース | 8 | 2:33 | 82 | タッチダウン（パス） | 39 | ギャノン→Porter | パス失敗 | 9          | 34             |
| 3-4 | 2:14 | 自陣31 | バッカニアーズ | 3 | 2:58 | 2 | パントブロックリターンTD | 13 | Johnson | パス失敗 | 15         | 34             |
| 4 | 14:16 | 自陣24 | バッカニアーズ | 9 | 5:14 | 54 | 第4ダウン失敗 | — | — | — | —          | —              |
| 4 | 9:02 | 自陣22 | レイダース | 8 | 2:56 | 78 | タッチダウン（パス） | 48 | ギャノン→ライス | パス失敗 | 21         | 34             |
| 4 | 6:06 | 自陣20 | バッカニアーズ | 6 | 3:22 | 15 | パント | — | — | — | —          | —              |
| 4 | 2:44 | 自陣26 | レイダース | 4 | 1:26 | 3 | インターセプトリターンTD | 44 | ブルックス | キック成功 | 21         | 41             |
| 4 | 1:18 | 自陣27 | レイダース | 5 | 1:16 | 24 | インターセプトリターンTD | 50 | Smith | キック成功 | 21         | 48             |
| 4 | 0:02 | | レイダース | 0 | 0:02 | 0 | 試合終了 | — | — | — | —          | —              |
| P=プレー数、TOP=タイム・オブ・ポゼッション、PAT=ポイント・アフター・タッチダウン。 アメリカンフットボールの用語集 (en) も参照。 | P=プレー数、TOP=タイム・オブ・ポゼッション、PAT=ポイント・アフター・タッチダウン。 アメリカンフットボールの用語集 (en) も参照。 | P=プレー数、TOP=タイム・オブ・ポゼッション、PAT=ポイント・アフター・タッチダウン。 アメリカンフットボールの用語集 (en) も参照。 | P=プレー数、TOP=タイム・オブ・ポゼッション、PAT=ポイント・アフター・タッチダウン。 アメリカンフットボールの用語集 (en) も参照。 | P=プレー数、TOP=タイム・オブ・ポゼッション、PAT=ポイント・アフター・タッチダウン。 アメリカンフットボールの用語集 (en) も参照。 | P=プレー数、TOP=タイム・オブ・ポゼッション、PAT=ポイント・アフター・タッチダウン。 アメリカンフットボールの用語集 (en) も参照。 | P=プレー数、TOP=タイム・オブ・ポゼッション、PAT=ポイント・アフター・タッチダウン。 アメリカンフットボールの用語集 (en) も参照。 | P=プレー数、TOP=タイム・オブ・ポゼッション、PAT=ポイント・アフター・タッチダウン。 アメリカンフットボールの用語集 (en) も参照。 | P=プレー数、TOP=タイム・オブ・ポゼッション、PAT=ポイント・アフター・タッチダウン。 アメリカンフットボールの用語集 (en) も参照。 | P=プレー数、TOP=タイム・オブ・ポゼッション、PAT=ポイント・アフター・タッチダウン。 アメリカンフットボールの用語集 (en) も参照。 | P=プレー数、TOP=タイム・オブ・ポゼッション、PAT=ポイント・アフター・タッチダウン。 アメリカンフットボールの用語集 (en) も参照。 | 21         | 48             |

キックオフの際の気温は華氏82度であり、第7回スーパーボウルの華氏84度に続く、2番目に高い気温で試合は始まった。
第1Q、3プレー目でブラッド・ジョンソンのパスをチャールズ・ウッドソンがインターセプトして敵陣36ヤード地点まで12ヤードリターンし、TDのチャンスを得た。しかし6プレー後、第3ダウンでギャノンをシミオン・ライスがサックしたため、レイダースはセバスチャン・ジャニカウスキーが40ヤードのFGを成功、3-0と先制した。
バッカニアーズはキックオフでアーロン・ステッカーが27ヤードをリターンしたが、自陣29ヤード地点でボールをファンブル、いったんはレイダースのエリック・ジョンソンがリカバーしたと判定されたが、インスタントリプレーの結果、ステッカーの両ひざが地面についてヒットされるまで、ボールが確保されていると判断され判定は覆り、バッカニアーズの攻撃となった。
ジョンソンは最初のプレーでジョー・ジャーヴィシャスに11ヤードのパスを通した。2回のパス不成功の後、第3ダウンで、ジャーヴィシャスへの23ヤードのパスで敵陣37ヤード地点まで前進、さらにRBピットマンの23ヤードのランで敵陣13ヤードまで攻め込んだ。しかし続く3プレーでパス不成功2回、ランで1ヤードの前進にとどまり、マーティン・グラマティカの31ヤードのFGで3-3の同点となった。
第1Q終盤、レイダースは、ダリエン・ゴードンの17ヤードのパントリターンで自陣49ヤードからの攻撃権を獲得、ガーナーへの8ヤードのパスで、敵陣43ヤードまで前進したが、第3ダウンにTEジョン・ジョリーを狙ったパスをデクスター・ジャクソンが自陣40ヤード地点でインターセプトして9ヤードリターンした。9プレー後にグラマティカがこの日2本目となる43ヤードのFGを成功し、6-3とバッカニアーズは逆転した。
続くレイダースの攻撃でもジャクソンはパスをインターセプトし、敵陣45ヤード地点まで25ヤードをリターンした。前半で2インターセプトをあげたのは、スーパーボウル史上ジャクソンが初めてであった。バッカニアーズは、このチャンスをものにできず、パントとなったが、トム・テュパの素晴らしいパントで、レイダースは自陣11ヤード地点からの攻撃となった。レイダースは3回の攻撃で前進できず、1ヤードロスしシェーン・レクラーがパントを蹴った。これをカール・ウィリアムズが25ヤードリターンし、バッカニアーズは敵陣27ヤード地点からの攻撃権を得た。ピットマンの6ヤード、19ヤードのランの後、第2Q残り6分28秒にマイク・オルストットの2ヤードのTDランでバッカニアーズは、13-3とリードを広げた。バッカニアーズは前半残り30秒にマカーデルへの5ヤードのTDパスで20-3とリードして前半を折り返した。
センターのバレット・ロビンズを欠いたオフェンスラインは、バッカニアーズのディフェンスのプレッシャーからギャノンを守れず、前半だけでギャノンは3サックされ、パス17回中7回成功、56ヤード、2インターセプトに終わった。
第3Qもバッカニアーズが試合を支配し、レイダースの最初の攻撃はパントとなり、バッカニアーズは続く攻撃で7分52秒をかけて14プレー、89ヤードのTDドライブを完成、最後はジョンソンからマカーデルへの8ヤードのTDパスで27－3とした。続くレイダースの攻撃では2プレー目に、ドワイト・スミスが44ヤードのインターセプトリターンTDをあげて、バッカニアーズは34-3とレイダースを突き放した。
その後、レイダースはポーターへの39ヤードのTDパスを成功させたが、2ポイントコンバージョンは失敗し、34-9となった。レイダースは続くバッカニアーズの攻撃をパントに追い込むと、テュパのパントをティム・ジョンソンがブロック、エリック・ジョンソンが13ヤードのリターンTDをあげた。2ポイントコンバージョンは再度失敗し、34-15となった。
バッカニアーズは、ピットマンの24ヤードのランなどで、敵陣9ヤードまで攻め込んだが、27ヤードのFGを狙ったプレーでテュパがスナップをファンブルし、無得点に終わった。残り6分6秒に、ギャノンはライスへの48ヤードのTDパスを成功、34-21とレイダースは13点差まで迫った。2ポイントコンバージョンは、ポーターの足がアウト・オブ・バーンズとなり、失敗に終わった。
バッカニアーズはラン攻撃で時間を消費した。レイダース陣29ヤード地点からの第3ダウン残り18ヤードのプレーでブルックスがギャノンのパスをインターセプト、44ヤードのリターンTDをあげて、試合時間残り1分18秒で41-21となった。さらに残り2秒にドワイト・スミスが50ヤードのインターセプトリターンTDをあげて48-21となった。続くキックオフでは、レイダースのDTクリス・クーパーがボールをリターン、ジャック・ゴールデンがタックルしたところで試合は終わった。
レイダースの敗戦後、イーストオークランドでは暴動が起き、少なくとも12台の車が放火され、400人の警官が出動した。
多くのスポーツファンやスポーツライターは、グルーデンがレイダースを知り尽くしていたことが、バッカニアーズの主な勝因と考えた。ディフェンシブバックのリンチは、試合中チームメートにレイダースのオフェンスプレーは、グルーデンが話したとおりだと語っている。バッカニアーズは、トータルオフェンスで365ヤード対269ヤード、ランオフェンスで150ヤード対19ヤード、ファーストダウン獲得回数で24対11、オフェンスプレー回数で76対60、ターンオーバー奪取で5対1とレイダースを圧倒した。
バッカニアーズは、スーパーボウル史上初めてディフェンスが3TDをあげた。グルーデンは史上最年少の39歳でスーパーボウルを制覇したヘッドコーチとなった。これまでの大会でもディフェンスが複数TDをあげたのは、第27回スーパーボウルでのダラス・カウボーイズのみであった。
ブラッド・ジョンソンはパス34回中18回成功、215ヤード、2TD、1インターセプト、10ヤードを走った。ピットマンはこの試合トップの120ヤードを走った。オルストットは15ヤードを走り、1TD、5回のレシーブで43ヤードを獲得した。キーショーン・ジョンソンは、6回のレシーブで69ヤード、セイフティのデクスター・ジャクソンと、ニッケルバックのドワイト・スミスの2人がそれぞれ2インターセプトをあげた。
ギャノンはパス44回中24回成功、272ヤード、2TD、スーパーボウル史上ワースト記録となる5インターセプトを喫した。レイダースのリーディングラッシャーは、ガーナーでわずか10ヤード、7回のレシーブで51ヤードを獲得した。ライスは5回のレシーブで77ヤード、1TD、2つの異なるチームでTDをあげた最初の選手となった（後にリッキー・プロール、ムーシン・ムハマドがこの記録に並んだ）。ティム・ブラウンはわずか1回のレシーブで9ヤード獲得に終わった。マーカス・ナイトは、第29回スーパーボウルでサンディエゴ・チャージャーズのアンドレ・コールマンが作った記録に並ぶ8回のキックオフリターンで143ヤードをリターンした。ビル・ロマノウスキーは、元チームメートのチャールズ・ヘイリーに並ぶ5個目のスーパーボウルリングを手に入れることができなかった。
両チームが後半あげた46点はスーパーボウル記録、両チームの合計得点69得点は、第27回スーパーボウルに並ぶ歴代2位の記録となった。

## その後
2003年、バッカニアーズは7勝9敗、レイダースは4勝12敗に終わり、両チームはプレーオフを逃した。2004年、バッカニアーズは5勝11敗に終わった。スーパーボウル優勝後、2年連続負け越ししたのは、バッカニアーズが初めてであった。レイダースは2003年から2008年まで11敗以上し、キャラハンを含めて4人のヘッドコーチが解任された。
2014年終了時点で、バッカニアーズはこの試合以後、プレーオフで未勝利、レイダースはプレーオフに出場できずにいる。
2013年、元レイダースのWRティム・ブラウン、ジェリー・ライスが、ビル・キャラハンヘッドコーチがスーパーボウル直前にラン中心のゲームプランからパス中心のゲームプランを変更したことがチームの敗退につながったと批判した。これについて、ニューヨーク・ジェッツのヘッドコーチ時代、キャラハンがアシスタントコーチを務めたこともあるエリック・マンジーニは馬鹿げた考えであると否定している。またリッチ・ギャノンやビル・ロマノウスキーもキャラハンを支持するコメントを出した。

## スターティングラインアップ
| レイダース                                          | ポジション | バッカニアーズ                            |
| オフェンス                                          | オフェンス | オフェンス                                |
| --------------------------------------------------- | ---------- | ----------------------------------------- |
| ティム・ブラウン Tim Brown                          | WR         | キーショーン・ジョンソン Keyshawn Johnson |
| バリー・シムズ Barry Sims                           | LT         | ロマン・オーベン Roman Oben               |
| フランク・ミドルトン Frank Middleton                | LG         | ケリー・ジェンキンス Kerry Jenkins        |
| アダム・トリュー Adam Treu                          | C          | ジェフ・クリスティ Jeff Christy           |
| モー・コリンズ Mo Collins                           | RG         | コージー・コールマン Cosey Coleman        |
| リンカーン・ケネディ Lincoln Kennedy                | RT         | ケニャッタ・ウォーカー Kenyatta Walker    |
| ダグ・ジョリー Doug Jolley                          | TE         | ケン・ディルガー Ken Dilger               |
| ジェリー・ライス Jerry Rice                         | WR         | キーナン・マカーデル Keenan McCardell     |
| リッチ・ギャノン Rich Gannon                        | QB         | ブラッド・ジョンソン Brad Johnson         |
| チャーリー・ガーナー Charlie Garner                 | RB         | マイケル・ピットマン Michael Pittman      |
| ジェリー・ポーター Jerry Porter                     | FB         | マイク・オルストット Mike Alstott         |
| スペシャルチーム                                    |            |                                           |
| セバスチャン・ジャニコウスキー Sebastian Janikowski | K          | マーティン・グラマティカ Martin Gramatica |
| シェーン・レクラー Shane Lechler                    | P          | トム・テュパ Tom Tupa                     |

| レイダース                              | ポジション   | バッカニアーズ                          |
| ディフェンス                            | ディフェンス | ディフェンス                            |
| --------------------------------------- | ------------ | --------------------------------------- |
| デローレンス・グラント DeLawrence Grant | LE           | グレッグ・スパイアーズ Greg Spires      |
| サム・アダムズ Sam Adams                | NT-LDT       | ウォーレン・サップ Warren Sapp          |
| ジョン・パレラ John Parrella            | LOLB-DE      | チャートリック・ダービー Chartric Darby |
| リーガン・アップショー Regan Upshaw     | RE           | シミオン・ライス Simeon Rice            |
| ビル・ロマノウスキー Bill Romanowski    | LOLB         | デリック・ブルックス Derrick Brooks     |
| ナポレオン・ハリス Napoleon Harris      | MLB          | シェルトン・クォールズ Shelton Quarles  |
| エリック・バートン Eric Barton          | ROLB-DB      | ドワイト・スミス Dwight Smith           |
| チャールズ・ウッドソン Charles Woodson  | LCB          | ブライアン・ケリー Brian Kelly          |
| トリー・ジェームズ Tory James           | RCB          | ロンデ・バーバー Ronde Barber           |
| アンソニー・ドーセット Anthony Dorsett  | SS           | ジョン・リンチ John Lynch               |
| ロッド・ウッドソン Rod Woodson          | FS           | デクスター・ジャクソン Dexter Jackson   |
| ヘッドコーチ                            |              |                                         |
| ビル・キャラハン Bill Callahan          |              | ジョン・グルーデン Jon Gruden           |

## トーナメント表
|  | |                                     |                                     |                        |                        |                        |                                                    |                        |                                                    |                                                    |                                                    |                                |                                |                                |  |  |  |  |
|  | 1月5日 ハインツ・フィールド | 1月5日 ハインツ・フィールド         | 1月5日 ハインツ・フィールド         |                        |                        | 1月11日 ザ・コロシアム | 1月11日 ザ・コロシアム                             | 1月11日 ザ・コロシアム |                                                    |                                                    |                                                    |                                |                                |                                |  |  |  |  |
|  | 1月5日 ハインツ・フィールド | 1月5日 ハインツ・フィールド         | 1月5日 ハインツ・フィールド         |                        |                        | 1月11日 ザ・コロシアム | 1月11日 ザ・コロシアム                             | 1月11日 ザ・コロシアム |                                                    |                                                    |                                                    |                                |                                |                                |  |  |  |  |
|  | 1月5日 ハインツ・フィールド | 1月5日 ハインツ・フィールド         | 1月5日 ハインツ・フィールド         |                        |                        | 1月11日 ザ・コロシアム | 1月11日 ザ・コロシアム                             | 1月11日 ザ・コロシアム |                                                    |                                                    |                                                    |                                |                                |                                |  |  |  |  |
|  | 1月5日 ハインツ・フィールド | 1月5日 ハインツ・フィールド         | 1月5日 ハインツ・フィールド         |                        |                        | 1月11日 ザ・コロシアム | 1月11日 ザ・コロシアム                             | 1月11日 ザ・コロシアム |                                                    |                                                    |                                                    |                                |                                |                                |  |  |  |  |
|  | 6 | ブラウンズ                          | 33                                  |                        |                        | 1月11日 ザ・コロシアム | 1月11日 ザ・コロシアム                             | 1月11日 ザ・コロシアム |                                                    |                                                    |                                                    |                                |                                |                                |  |  |  |  |
|  | 6 | ブラウンズ                          | 33                                  | 3                      | スティーラーズ         | 31                     |                                                    |                        |                                                    |                                                    |                                                    |                                |                                |                                |  |  |  |  |
|  | 3 | スティーラーズ                      | 36                                  | 3                      | スティーラーズ         | 31                     |                                                    |                        | 1月19日 ネットワーク・アソシエーション・コロシアム | 1月19日 ネットワーク・アソシエーション・コロシアム | 1月19日 ネットワーク・アソシエーション・コロシアム |                                |                                |                                |  |  |  |  |
|  | 3 | スティーラーズ                      | 36                                  | 2                      | タイタンズ             | 34*                    |                                                    |                        | 1月19日 ネットワーク・アソシエーション・コロシアム | 1月19日 ネットワーク・アソシエーション・コロシアム | 1月19日 ネットワーク・アソシエーション・コロシアム |                                |                                |                                |  |  |  |  |
|  | |                                     |                                     | 2                      | タイタンズ             | 34*                    |                                                    |                        | 1月19日 ネットワーク・アソシエーション・コロシアム | 1月19日 ネットワーク・アソシエーション・コロシアム | 1月19日 ネットワーク・アソシエーション・コロシアム |                                |                                |                                |  |  |  |  |
|  | AFC |                                     |                                     |                        |                        |                        |                                                    |                        | 1月19日 ネットワーク・アソシエーション・コロシアム | 1月19日 ネットワーク・アソシエーション・コロシアム | 1月19日 ネットワーク・アソシエーション・コロシアム |                                |                                |                                |  |  |  |  |
|  | 1月4日 ジャイアンツ・スタジアム | 1月4日 ジャイアンツ・スタジアム     | 1月4日 ジャイアンツ・スタジアム     | 2                      | タイタンズ             | 24                     |                                                    |                        |                                                    |                                                    |                                                    |                                |                                |                                |  |  |  |  |
|  | 1月4日 ジャイアンツ・スタジアム | 1月4日 ジャイアンツ・スタジアム     | 1月4日 ジャイアンツ・スタジアム     | 2                      | タイタンズ             | 24                     | 1月12日 ネットワーク・アソシエーション・コロシアム |                        |                                                    |                                                    |                                                    |                                |                                |                                |  |  |  |  |
|  | 1月4日 ジャイアンツ・スタジアム | 1月4日 ジャイアンツ・スタジアム     | 1月4日 ジャイアンツ・スタジアム     |                        | 1                      | レイダース             | 41                                                 |                        |                                                    |                                                    |                                                    |                                |                                |                                |  |  |  |  |
|  | 1月4日 ジャイアンツ・スタジアム | 1月4日 ジャイアンツ・スタジアム     | 1月4日 ジャイアンツ・スタジアム     |                        | 1                      | レイダース             | 41                                                 |                        |                                                    |                                                    |                                                    |                                |                                |                                |  |  |  |  |
|  | 5 | コルツ                              | 0                                   | AFC チャンピオンシップ | AFC チャンピオンシップ | AFC チャンピオンシップ |                                                    |                        |                                                    |                                                    |                                                    |                                |                                |                                |  |  |  |  |
|  | 5 | コルツ                              | 0                                   | AFC チャンピオンシップ | AFC チャンピオンシップ | AFC チャンピオンシップ | 4                                                  | ジェッツ               | 10                                                 |                                                    |                                                    |                                |                                |                                |  |  |  |  |
|  | 4 | ジェッツ                            | 41                                  | AFC チャンピオンシップ | AFC チャンピオンシップ | AFC チャンピオンシップ | 4                                                  | ジェッツ               | 10                                                 |                                                    |                                                    | 1月26日 クアルコム・スタジアム | 1月26日 クアルコム・スタジアム | 1月26日 クアルコム・スタジアム |  |  |  |  |
|  | 4 | ジェッツ                            | 41                                  | AFC チャンピオンシップ | AFC チャンピオンシップ | AFC チャンピオンシップ | 1                                                  | レイダース             | 30                                                 |                                                    |                                                    | 1月26日 クアルコム・スタジアム | 1月26日 クアルコム・スタジアム | 1月26日 クアルコム・スタジアム |  |  |  |  |
|  | ワイルドカード・プレーオフ |                                     |                                     |                        |                        |                        | 1                                                  | レイダース             | 30                                                 |                                                    |                                                    | 1月26日 クアルコム・スタジアム | 1月26日 クアルコム・スタジアム | 1月26日 クアルコム・スタジアム |  |  |  |  |
|  | ディビジョナル・プレーオフ |                                     |                                     |                        |                        |                        |                                                    |                        |                                                    |                                                    |                                                    | 1月26日 クアルコム・スタジアム | 1月26日 クアルコム・スタジアム | 1月26日 クアルコム・スタジアム |  |  |  |  |
|  | 1月5日 キャンドルスティック・パーク | 1月5日 キャンドルスティック・パーク | 1月5日 キャンドルスティック・パーク | A1                     | レイダース             | 21                     |                                                    |                        |                                                    |                                                    |                                                    |                                |                                |                                |  |  |  |  |
|  | 1月5日 キャンドルスティック・パーク | 1月5日 キャンドルスティック・パーク | 1月5日 キャンドルスティック・パーク | A1                     | レイダース             | 21                     | 1月12日 レイモンド・ジェームス・スタジアム         |                        |                                                    |                                                    |                                                    |                                |                                |                                |  |  |  |  |
|  | 1月5日 キャンドルスティック・パーク | 1月5日 キャンドルスティック・パーク | 1月5日 キャンドルスティック・パーク |                        | N2                     | バッカニアーズ         | 48                                                 |                        |                                                    |                                                    |                                                    |                                |                                |                                |  |  |  |  |
|  | 1月5日 キャンドルスティック・パーク | 1月5日 キャンドルスティック・パーク | 1月5日 キャンドルスティック・パーク |                        | N2                     | バッカニアーズ         | 48                                                 |                        |                                                    |                                                    |                                                    |                                |                                |                                |  |  |  |  |
|  | 5 | ジャイアンツ                        | 38                                  | 第37回スーパーボウル   | 第37回スーパーボウル   | 第37回スーパーボウル   |                                                    |                        |                                                    |                                                    |                                                    |                                |                                |                                |  |  |  |  |
|  | 5 | ジャイアンツ                        | 38                                  | 第37回スーパーボウル   | 第37回スーパーボウル   | 第37回スーパーボウル   | 4                                                  | 49ers                  | 6                                                  |                                                    |                                                    |                                |                                |                                |  |  |  |  |
|  | 4 | 49ers                               | 39                                  | 第37回スーパーボウル   | 第37回スーパーボウル   | 第37回スーパーボウル   | 4                                                  | 49ers                  | 6                                                  |                                                    |                                                    | 1月19日 ベテランズ・スタジアム | 1月19日 ベテランズ・スタジアム | 1月19日 ベテランズ・スタジアム |  |  |  |  |
|  | 4 | 49ers                               | 39                                  | 第37回スーパーボウル   | 第37回スーパーボウル   | 第37回スーパーボウル   | 2                                                  | バッカニアーズ         | 31                                                 |                                                    |                                                    | 1月19日 ベテランズ・スタジアム | 1月19日 ベテランズ・スタジアム | 1月19日 ベテランズ・スタジアム |  |  |  |  |
|  | |                                     |                                     |                        |                        |                        | 2                                                  | バッカニアーズ         | 31                                                 |                                                    |                                                    | 1月19日 ベテランズ・スタジアム | 1月19日 ベテランズ・スタジアム | 1月19日 ベテランズ・スタジアム |  |  |  |  |
|  | NFC |                                     |                                     |                        |                        |                        |                                                    |                        |                                                    |                                                    |                                                    | 1月19日 ベテランズ・スタジアム | 1月19日 ベテランズ・スタジアム | 1月19日 ベテランズ・スタジアム |  |  |  |  |
|  | 1月4日 ランボー・フィールド | 1月4日 ランボー・フィールド         | 1月4日 ランボー・フィールド         | 2                      | バッカニアーズ         | 27                     |                                                    |                        |                                                    |                                                    |                                                    |                                |                                |                                |  |  |  |  |
|  | 1月4日 ランボー・フィールド | 1月4日 ランボー・フィールド         | 1月4日 ランボー・フィールド         | 2                      | バッカニアーズ         | 27                     | 1月11日 ベテランズ・スタジアム                     |                        |                                                    |                                                    |                                                    |                                |                                |                                |  |  |  |  |
|  | 1月4日 ランボー・フィールド | 1月4日 ランボー・フィールド         | 1月4日 ランボー・フィールド         |                        | 1                      | イーグルス             | 10                                                 |                        |                                                    |                                                    |                                                    |                                |                                |                                |  |  |  |  |
|  | 1月4日 ランボー・フィールド | 1月4日 ランボー・フィールド         | 1月4日 ランボー・フィールド         |                        | 1                      | イーグルス             | 10                                                 |                        |                                                    |                                                    |                                                    |                                |                                |                                |  |  |  |  |
|  | 6 | ファルコンズ                        | 27                                  | NFC チャンピオンシップ | NFC チャンピオンシップ | NFC チャンピオンシップ |                                                    |                        |                                                    |                                                    |                                                    |                                |                                |                                |  |  |  |  |
|  | 6 | ファルコンズ                        | 27                                  | NFC チャンピオンシップ | NFC チャンピオンシップ | NFC チャンピオンシップ | 6                                                  | ファルコンズ           | 6                                                  |                                                    |                                                    |                                |                                |                                |  |  |  |  |
|  | 3 | パッカーズ                          | 7                                   | NFC チャンピオンシップ | NFC チャンピオンシップ | NFC チャンピオンシップ | 6                                                  | ファルコンズ           | 6                                                  |                                                    |                                                    |                                |                                |                                |  |  |  |  |
|  | 3 | パッカーズ                          | 7                                   | NFC チャンピオンシップ | NFC チャンピオンシップ | NFC チャンピオンシップ | 1                                                  | イーグルス             | 20                                                 |                                                    |                                                    |                                |                                |                                |  |  |  |  |
|  | |                                     |                                     |                        |                        |                        | 1                                                  | イーグルス             | 20                                                 |                                                    |                                                    |                                |                                |                                |  |  |  |  |
|  | - 対戦カード及びスタジアムはシード順で決定される。 そのラウンドに登場する最上位チームが最下位チームとホームで対戦、残った2チームが上位チームのホームで対戦する。 - スーパーボウル開催地は事前にオーナー会議で決定。 - チーム名の左の数字は、2002年レギュラーシーズンの結果に基づいて決定されたシード順。 - * は延長戦決着 - 日付はアメリカ東部時間 |                                     |                                     |                        |                        |                        |                                                    |                        |                                                    |                                                    |                                                    |                                |                                |                                |  |  |  |  |